# Гуарда (Граубюнден)
Гуарда (нем. Guarda) — деревня и бывшая коммуна в Швейцарии, в кантоне Граубюнден. 
До 2014 года имела статус отдельной коммуны. 1 января 2015 года вошла в состав коммуны Скуоль. Входит в состав региона Энджадина-Басса/Валь-Мюштайр (до 2015 года входила в округ Инн).
Население составляет 175 человек (на 31 декабря 2006 года). Официальный код  —  3742.

## Герб
Блазонирование: на белом фоне - чёрный петух.

## География
Гуарда состоит из 70 домов и лежит на солнечной, скалистой террасе с северной стороны побережья реки Инн на высоте 1650 м. Благодаря своему расположению Гуарда представляет интерес для туристов. Железнодорожная станция Гуарды находится на высоте 1431 м, в 40 минутах ходьбы вниз, напротив деревни Гиарсун.

## Население

### Языки
| Языки в Гуарде |          |          |          |          |          |          |
| Языки          | 1980 год | 1980 год | 1990 год | 1990 год | 2000 год | 2000 год |
| Языки          | Число    | Процент  | Число    | Процент  | Число    | Процент  |
| Немецкий       | 9        | 6,72 %   | 42       | 25,45 %  | 44       | 30,56 %  |
| Ретороманский  | 121      | 90,30 %  | 119      | 72,12 %  | 90       | 62,50 %  |
| Жители         | 134      | 100 %    | 165      | 100 %    | 144      | 100 %    |

### Религия
В 1529 году вместе с жителями соседней коммуны Лавин население Гуарды под влиянием теолога и реформатора церкви Филиппа Галиция приняли заветы протестантства.

### Национальность
К концу 2005 года из 182 жителей 163 считают себя швейцарцами.

## Галерея

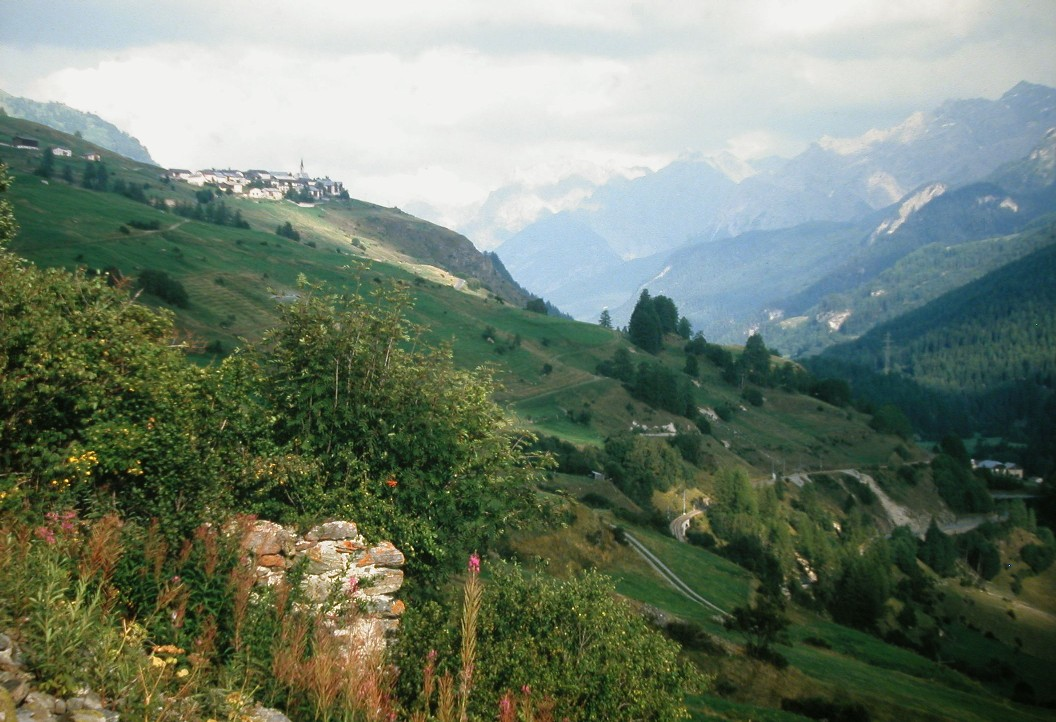
Вид на Гуарду
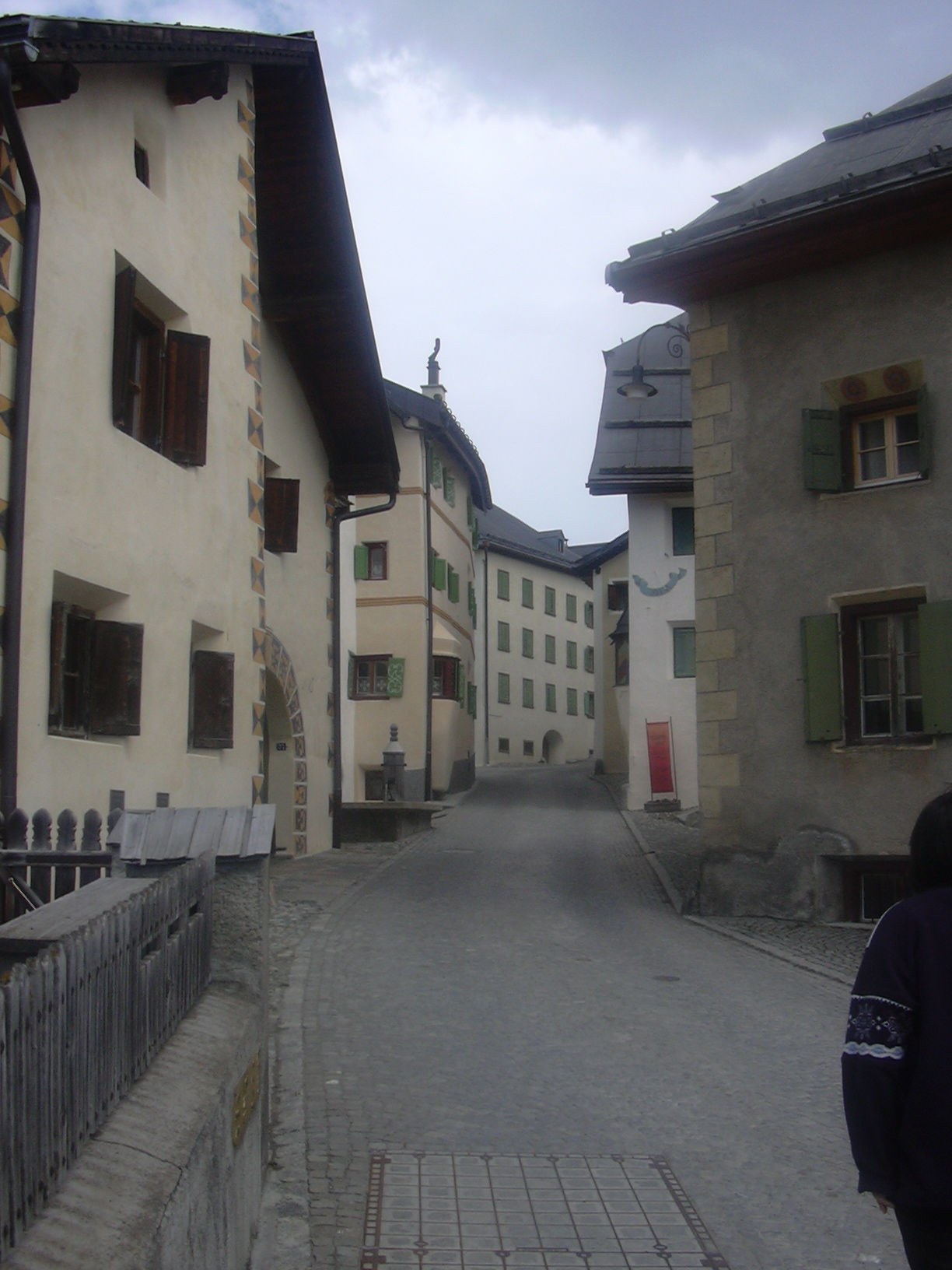
Улица Гуарды
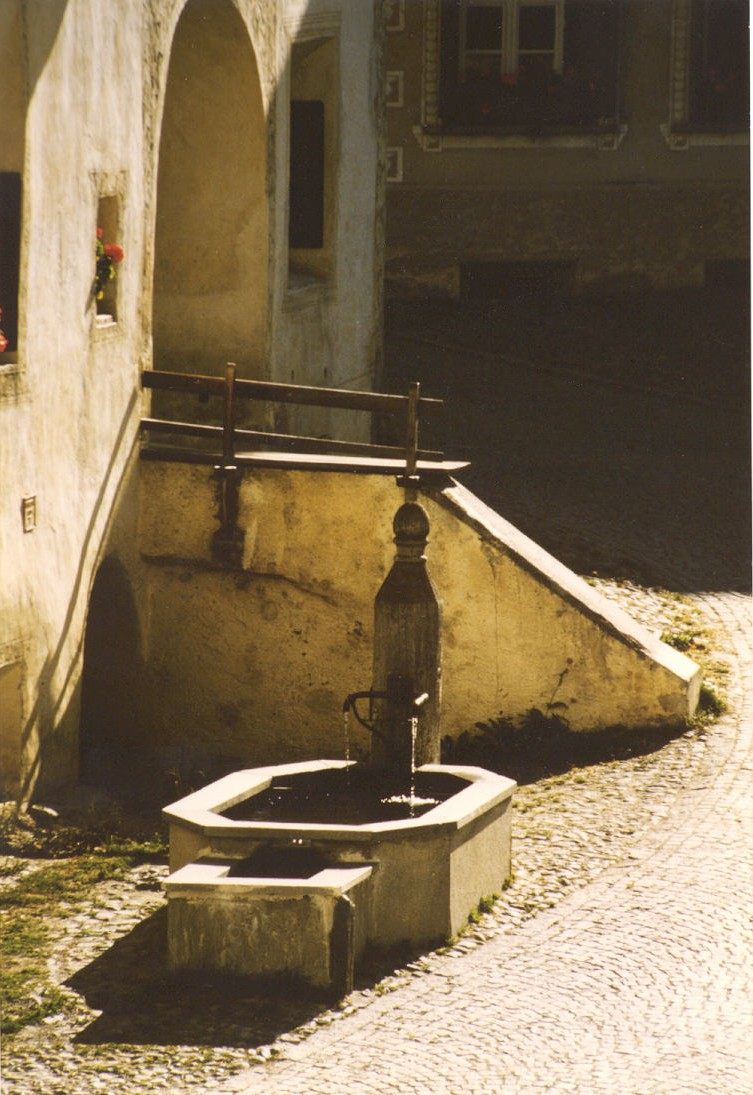
Один из многих фонтанов
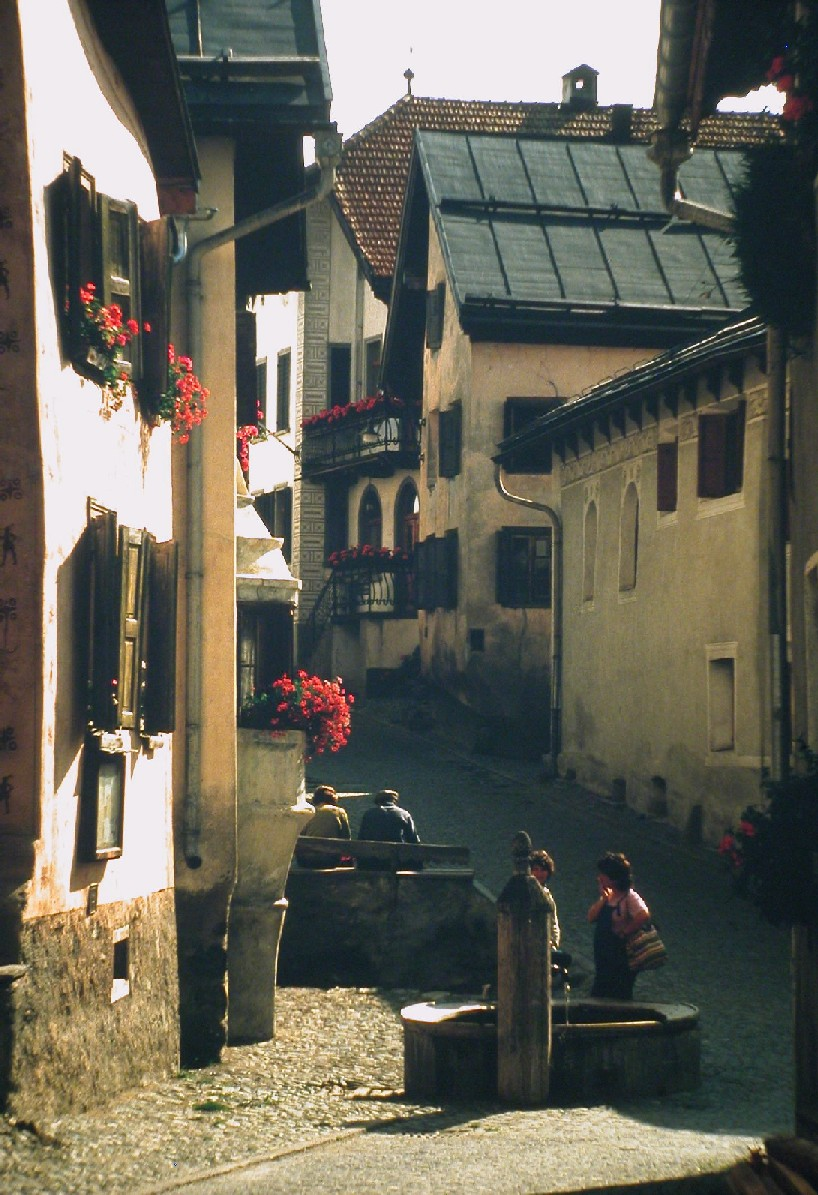
Встреча у фонтана
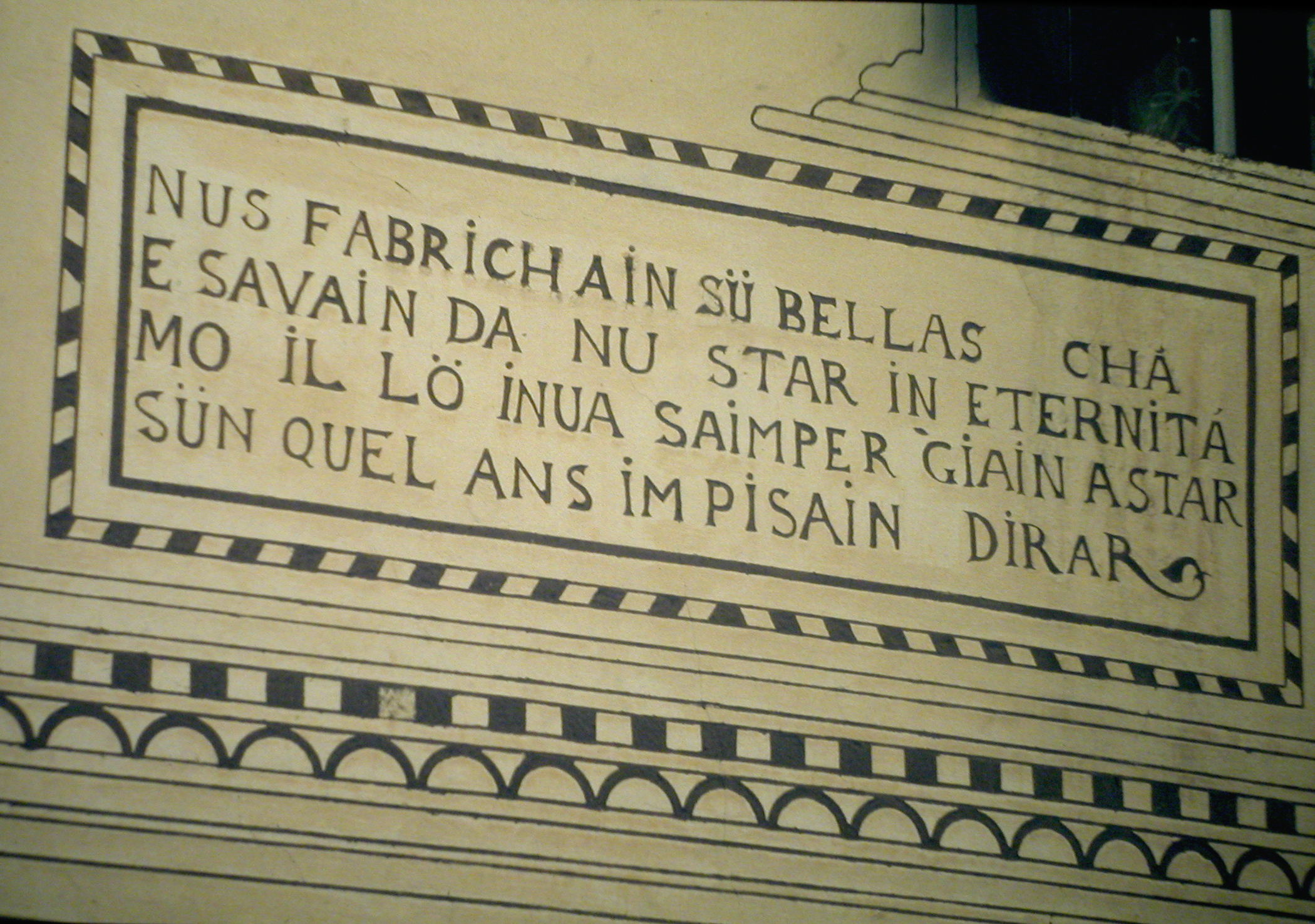
Сграффито. Перевод на русский: «Мы возводим красивые дома и знаем, что, мы не останемся [здесь] навечно; но о месте, куда мы отправимся навечно, думаем мы очень редко.»
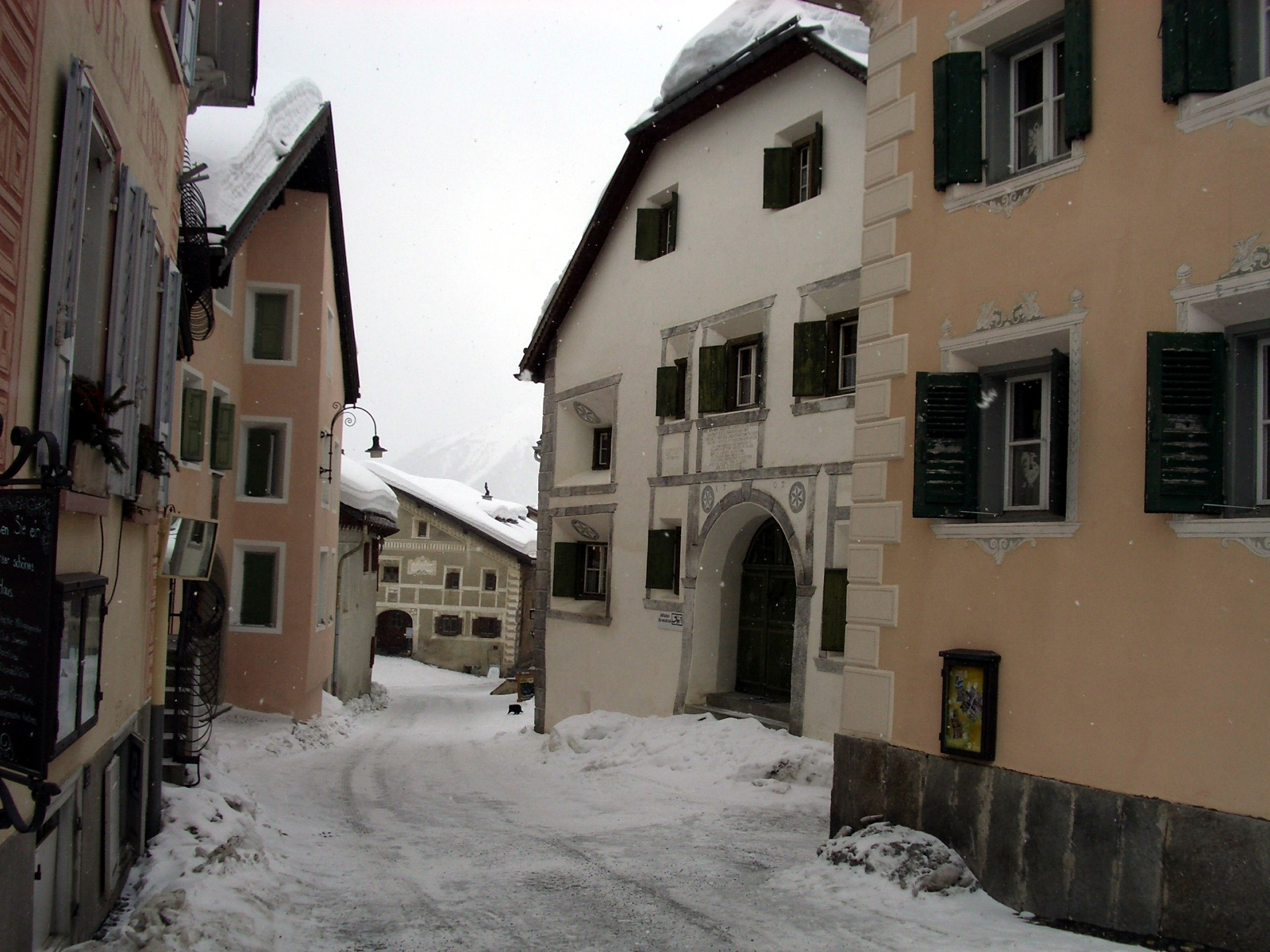
Гуарда зимой